# Benton Township (comté de Newton, Missouri)
Pour les articles homonymes, voir Benton Township.
Benton Township est un ancien township, situé dans le comté de Newton, dans le Missouri, aux États-Unis,.